# ان‌جی‌سی ۳۸۵

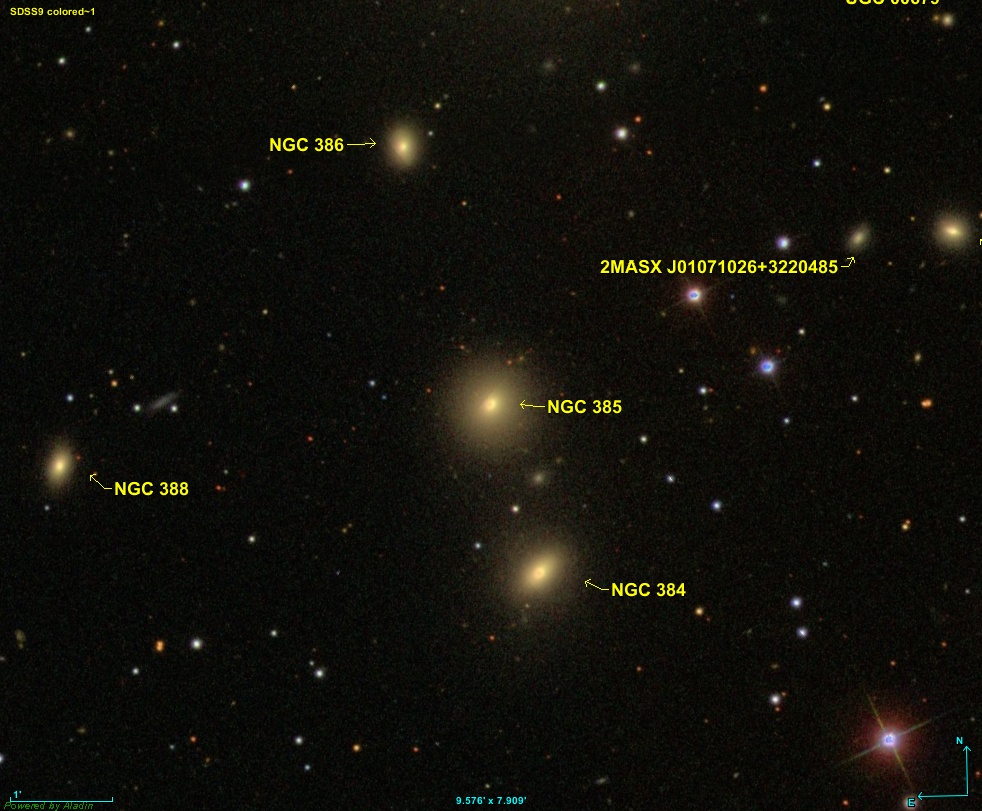
کهکشان ان‌جی‌سی ٣٨۵

ان‌جی‌سی ۳۸۵ (انگلیسی: NGC 385) نام یک کهکشان عدسی در صورت فلکی ماهی است.